# Norges Handelshøyskole
La Scuola norvegese di Economia (in norvegeseː Norges Handelshøyskole, in ingleseː Norwegian School of Economics), abbreviata in NHH, è una business school situata a Bergen. La scuola è stata fondata nel 1936 come prima business school del paese e da allora ha consolidato la sua posizione di leader nell'insegnamento e nella ricerca nei campi dell'economia e della gestione aziendale.
L'ammissione alla NHH è la più selettiva nel campo dell'economia aziendale e una delle più selettive in assoluto in Norvegia. La scuola partecipa a diversi programmi di scambio con più di 170 business school e università in oltre 50 paesi, e circa il 40% degli studenti svolge almeno un semestre di studio in scambio in un'università estera. La scuola è membro del CEMS (The Global Alliance for Management Education) e della rete Partnership in International Management (PIM) ed è accreditata da EQUIS, AMBA e AACSB.
La NHH ammette ogni anno 450 studenti al suo corso di laurea triennale in Economia Aziendale. Il programma è da anni il corso triennale più popolare in Norvegia e quello con più candidature, più di 2000, con un tasso di accettazione di circa il 20%. I laureati NHH hanno garantita l'ammissione ai corsi magistrali della stessa università, anche per questo il corso è così richiesto.
Nel 2012, NHH si è classificata nelle 101-150 migliori università al mondo nella categoria Economics/Business, nell'Academic Ranking of World Universities e stabilmente nella prima posizione in Norvegia nella stessa categoria. Nel 2022, NHH si è classificata come 45esima miglior business school europea secondo il Financial Times e, sempre secondo il Financial Times, si classifica stabilmente tra i primi cento corsi di laurea magistrale in management al mondo.

## Storia
Tradizionalmente, solo economia veniva insegnata come disciplina accademica nelle università norvegesi (principalmente all'Università di Oslo, dove fu concepita per la prima volta come una sottodisciplina del diritto nel XIX secolo), mentre l'economia aziendale non era considerata una disciplina accademica. La NHH è stata fondata per offrire la prima educazione formale negli studi aziendali, sotto forma di una laurea biennale chiamata handelskandidat ("candidato al commercio"). Nel 1963 la laurea in handelskandidat è stata ribattezzata siviløkonom e in seguito si è evoluta in una laurea quadriennale.
Le comunità di imprenditori di Oslo e Bergen iniziarono a discutere dell'istituzione di una business school norvegese alla fine del XIX secolo. Numerose scuole sono state aperte in tutta Europa e all'inizio del XX secolo sono state fondate diverse business school in Scandinavia basate sul modello tedesco handelshochschule. Tra questi, la Scuola di economia di Stoccolma, fondata nel 1909. Nel 1917 lo Storting, il parlamento norvegese, ha approvato una risoluzione per istituire una business school norvegese.
Dopo molte pressioni la NHH viene istituita dal re Haakon VII di Norvegia il 7 settembre 1936, dieci anni prima dell'istituzione dell'Università di Bergen. Il forte coinvolgimento della comunità imprenditoriale di Bergen aveva assicurato non solo che la scuola fosse fondata, ma che fosse stabilita a Bergen ed è stata strettamente collegata alla comunità imprenditoriale sin dall'inizio.
Al momento della fondazione il personale accademico era composto da meno di dieci persone e sessanta studenti iscritti all'anno. Il primo corso di laurea offerto era l'Handelsdiplom (laurea in economia) e i laureati ricevevano il titolo di handelskandidat. Inizialmente si trattava di un corso biennale e, a partire dal 1938, fu offerto un corso aggiuntivo di un anno ai candidati che desideravano diventare insegnanti. Nel 1946 il corso fu esteso a tre anni.
Verso la fine degli anni '50 la NHH era cresciuta tanto da dover iniziare i lavori per lo sviluppo di un nuovo campus a Sandviken, appena fuori dal centro di Bergen. Nel 1963 la scuola si trasferì nel nuovo campus, evento che segnò un rapido aumento del numero di studenti oltre che di docenti, arrivando ad oltre 200 nuovi studenti ogni anno. In questo periodo, molti laureati di successo iniziano ad andare negli Stati Uniti per studiare per un dottorato e tornare alla NHH con un'esperienza internazionale. I frutti di questa internazionalizzazione sono, tra gli altri, gli studi che hanno portato allo sviluppo del capital asset pricing model (CAPM) e quelli sulla macroeconomia dinamica che hanno portato Finn E. Kydland e Edward C. Prescott al premio Nobel per l'economia del 2004. L'attenzione all'espansione e all'internazionalizzazione della ricerca è stata riconosciuta nel 1984 quando la NHH è stata classificata settima a livello globale e terza in Europa nell'American Economic Review tra le scuole di economia in paesi non di lingua inglese per le pubblicazioni scientifiche.
In questo periodo sono stati stabiliti anche stretti rapporti con ambienti di ricerca internazionali. Nel 1984 NHH ha stabilito il suo primo accordo di scambio internazionale con la scuola di economia di Stoccolma e nel 1986 la NHH è diventata la prima istituzione in Norvegia a offrire un programma di master tenuto interamente in inglese: il Master of International Business (MIB). In seguito è stata posta maggiore enfasi sugli accordi di scambio per gli studenti e la scuola è entrata a far parte della prestigiosa Community of European Management Schools (CEMS), del progetto Erasmus nel 1992 e della rete globale Partnership in International Management (PIM) nel 1995.

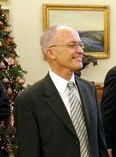
L'alumnus Finn Kydland è premiato con il Nobel per l'economia nel 2004 per il contributo alla macroeconomia dinamica

Nel 2003 la qualifica di siviløkonom viene estesa ad un corso di 5 anni e, allineandosi al Processo di Bologna, ora comprende una laurea triennale e una laurea magistrale.
Nel 2004 all'alumnus e professore Finn Kydland è stato conferito il Premio Nobel per l'economia assieme al professore Edward Prescott della Arizona State University e professore invitato alla NHH negli anni 1974 e 1975.

### Rettori
1. Ingvar Wedervang, 1936–1956
2. Eilif W. Paulson, 1956–1957
3. Rolf Waaler, 1957–1963
4. Dag Coward, 1964–1972
5. Olav Harald Jensen, 1973–1978
6. Gerhard Stoltz, 1979–1984
7. Arne Kinserdal, 1985–1990
8. Leif Methlie, 1990–1995
9. Carl Julius Norstrøm, 1995–1998
10. Victor Norman, 1999–2001
11. Per Ivar Gjærum, 2001–2005
12. Jan I. Haaland, 2005–2013
13. Frøystein Gjesdal, 2013–2017
14. Øystein Thøgersen, 2017–

## Offerta accademica
La scuola offre un corso di laurea triennale in Economia Aziendale, tenuto in norvegese. La maggioranza degli studenti continua gli studi con un corso di laurea magistrale, col quale si raggiunge il titolo norvegese di siviløkonom (letteralmente "economista civile"). La NHH offre otto diversi corsi di laurea magistrali:
- Finanza
- Analisi del business e gestione delle performance
- Analisi economica
- Marketing
- Economia
- Strategia
- International Business
- Energia, risorse naturali e ambiente
- Contabilità e revisione
- CEMS MIM, classificato tra i migliori corsi di laurea magistrale in management[14]

### Accordi di doppia laurea
NHH fa parte di accordi di doppia laurea con le seguenti istituzioni:
- HEC Paris - MSc in Sustainable Development (HEC) / MSc in Economics and Business Administration (NHH)[15]
- Louvain School of Management[16]
- Mannheim Business School - MSc in Management (University of Mannheim) / MSc in Economics and Business Administration (NHH)[17]
- Monterrey Institute of Technology and Higher Education[18]
- Richard Ivey School of Business[19]
- Lancaster University - MSc in International Business (Lancaster) / MSc in Economics (NHH)[20]

## Vita studentesca
L'Associazione degli Studenti NHH (NHHS) organizza diversi gruppi per rispondere ai diversi interessi degli studenti. Alcuni di questi ovviamente riguardano tematiche economiche e aziendali, come l'organizzazione di seminari, conferenze, visite nelle aziende e tirocini.
Alcune delle attività organizzate dalla NHHS comprendonoː
- diverse bande musicali e cori, tra cui il coro maschile Svæveru, il coro femminile Sangria[21] e l'orchestra Direksjonsmusikken.
- squadre in molti sport, tra cui badminton, pallacanestro, calcio, lacrosse, pallavolo e golf.
- un festival del musical di tre settimane organizzato ogni due anni, chiamato UKEN. Le origini dell'UKEN risalgono al 1946 quando gli studenti organizzarono la prima settimana di benvenuto. Da allora è cresciuto fino a diventare il secondo festival per dimensioni nella Norvegia occidentale.[senza fonte]
- un evento culturale a tema economico chiamato Symposietː una conferenza biennale al quale partecipano studenti, ricercatori e importanti dirigenti da tutto il mondo.
- un programma televisivo, K7 Minutter[22] e un giornale bisettimanale, K7 Bulletin.
- sezioni locali di organizzazioni internazionali come AIESEC, Amnesty International e di tutti i principali partiti norvegesi.
- un gruppo di escursione, Friluftsgruppa, che organizza escursioni nelle montagne circostanti Bergen e alla baita di proprietà di NHHS, Kramboden.
- una gara di sport invernali che si svolge ad Ål nelle prime settimane di febbraio in cui si sfidano gli studenti della NHH e della BI.
- una gara a staffetta[non chiaro] tra Oslo e Bergen contro l'università BI.

## Studenti e professori noti

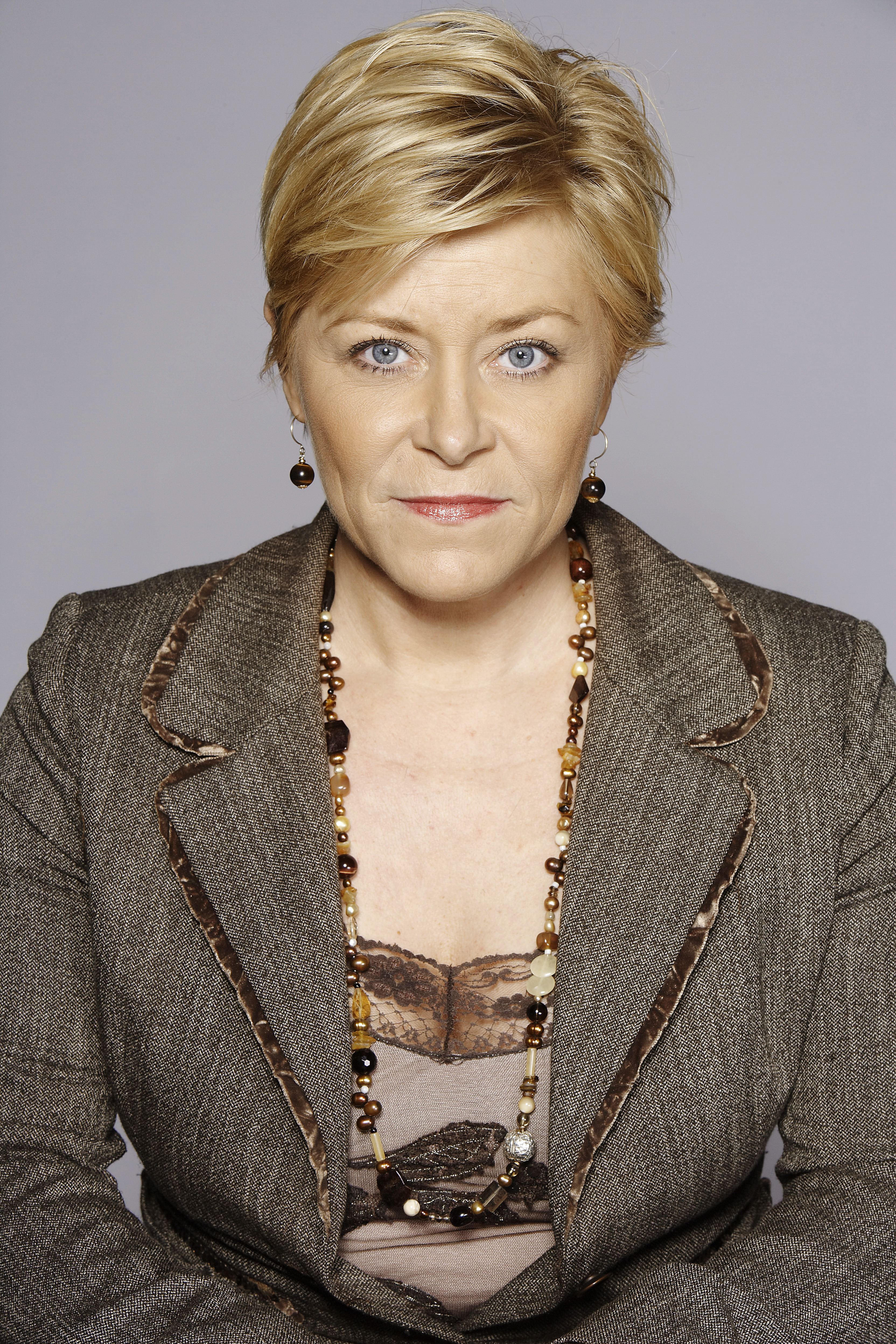
Siv Jensen, leader del Partito del Progresso e Ministro delle finanze

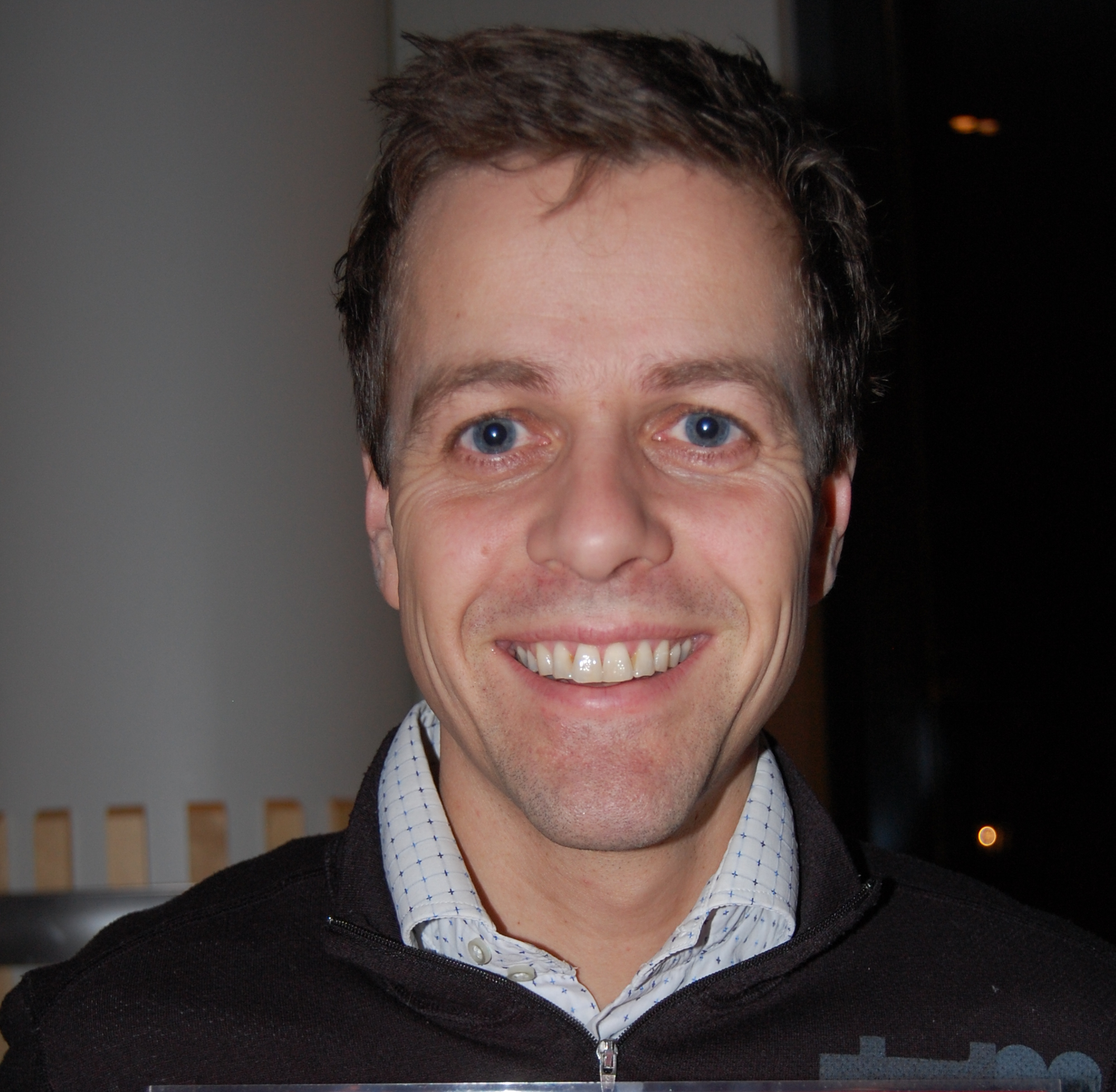
Knut Arild Hareide, ex-leader del Partito Popolare Cristiano

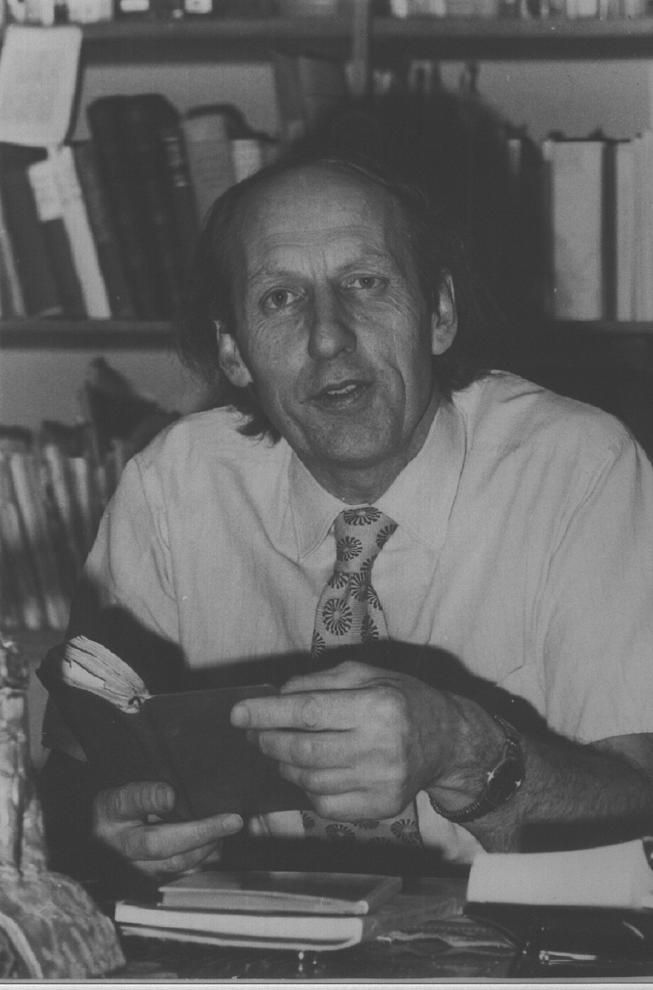
Thorolf Rafto, attivista per i diritti umani e professore di storia economica

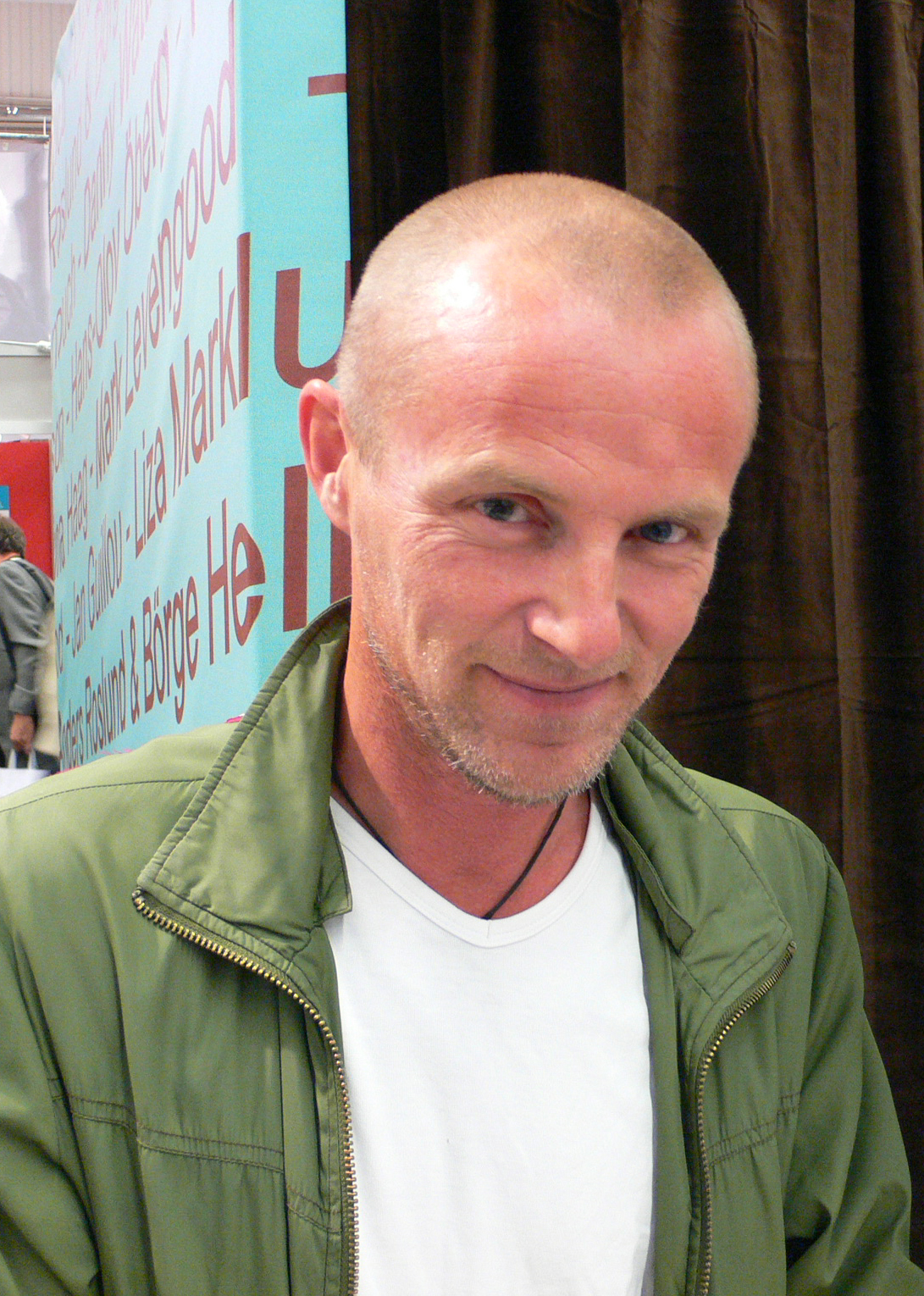
Jo Nesbø, scrittore

Tra gli ex-studenti della NHH ci sono molti importanti figure della politica e dell'economia norvegese, tra cui molti ex-ministri e CEO delle più importanti società norvegesi. Eldar Sætr è l'amministratore delegato di Equinor, la più grande società norvegese e la più grande società di estrazione offshore. Jon Fredrik Baksaas è stato CEO di Telenor, la seconda società norvegese e uno dei più grandi operatori di telefonia mobile al mondo. Siv Jensen è il Ministro delle finanze e Yngve Slyngstad è il CEO di Norges Bank Investment Management, società controllata da Norges Bank responsabile della gestione del fondo sovrano norvegese, uno dei pi̟ù importanti al mondo.

### Accademici
- Finn E. Kydland, vincitore del Premio Nobel per l'economia, 2004
- Edward C. Prescott, vincitore del Premio Nobel per l'economia, 2004[13]
- Jan Mossin, co-creatore del capital asset pricing model (CAPM)
- Victor D. Norman, ex-Ministro del lavoro, politico e giornalista
- Tore Ellingsen, economista e membro del comitato di assegnazione del Premio Nobel per l'economia[28]

### Business
- Jon Fredrik Baksaas, ex-CEO di Telenor
- Eldar Sætre, CEO di Equinor
- Helge Lund, ex-CEO di Equinor e presidente di BP
- Inge K. Hansen, ex-CEO di Statoil e presidente di Avinor
- Tom Colbjørnsen, presidente della BI Norwegian Business School
- Yngve Slyngstad, CEO di Norges Bank Investment Management (NBIM)

### Governo e diritti umani
- Siv Jensen, politica, leader del Partito del Progresso e Ministro delle finanze
- Knut Vollebæk, ex-Ministro degli esteri ed ex-ambasciatore negli Stati Uniti
- Knut Arild Hareide, ex-Ministro dell'ambiente ed ex-leader del Partito Popolare Cristiano
- Thorolf Rafto, attivista per i diritti umani
- Torstein Dahle, politico, economista ed ex-leader di Rødt

### Arte e intrattenimento
- Agnar Mykle, scrittore
- Jo Nesbø, scrittore e musicista

## Affiliazioni
- CEMS – Community of European Managements Schools
- Progetto Erasmus
- PIM – Partnership in International Management
- EQUIS